# Río Juncalillo
El río Juncalillo es un curso natural de agua que nace cerca del borde internacional de la Región de Valparaíso y desemboca en el río Juncal de la cuenca del río Aconcagua.

## Trayecto
El río nace cerca de la frontera internacional y recibe las aguas del emisario de la laguna del Inca: 310 

## Historia
Francisco Astaburuaga escribió en 1899 en su obra póstuma Diccionario geográfico de la República de Chile sobre el paso de Uspallata:
Uspallata (Boquete ó Portillo de).-—Importante y notable paso de los Andes entre Chile y la República Argentina, cuyo punto más alto, llamado la cumbre alcanza á 3,937 metros sobre el nivel del Pacífico y yace en los 32° 59' Lat. y 70° 09' Lon. entre los altos montes Aconcagua y Tupungato, inmediatos respectivamente á los lados norte y sur. El camino que lo cruza corre al través de esa vasta cordillera 91 kilómetros desde la ciudad de Santa Rosa hasta la cumbre y 288 desde ésta hasta la ciudad de Mendoza en la República Argentina, y sube el pendiente repecho occidental por el fragoso ribazo norte del río Aconcagua pasando por el puente de las Vizcachas, la confluencia del Río Colorado, Guardia Vieja, Ojos de Agua, Juncalillo, la Calavera y la Cumbre, desde donde el mismo camino comienza á descender el declive oriental por las Cuevas, Paramillo, Puente del Inca, los Puquios (manantiales), las Vacas, Tambillos, Uspallata y Villa Vicencio hasta su término en dicha ciudad de Mendoza, la cual yace en los 32º 53' Lat. y 68º 48' Lon. y á 777 metros sobre el nivel del Pacífico. El camino es de herradura (se halla en obra una vía férrea siguiéndolo más ó menos), y se cierra en los meses de invierno por las nieves y aún por las nevadas del resto del año, por lo cual se construyeron en 1791 bajo el gobierno de Don Ambrosio O'Higgins en los parajes antes indicados, pequeños edificios de piedra, llamados casuchas, para el resguardo de los pasajeros en temporales de nieve. Este paso tomó el nombre de Uspallata por el de las minas de plata que se descubrieron en 1638 en la inmediación al NE. del lugar de la misma denominación arriba mencionado y que fueron muy ricas. El mismo nombre procede de las voces quichuas uchpha, la ceniza, y llacta, poblar, y así el Diccionario Geográfico de Alcedo trae Uspallacta, «que quiere decir tierra de ceniza», pero no en lengua araucana, en la que ceniza es thuvqnen.
Luis Risopatrón lo describe en su Diccionario jeográfico de Chile (1924):: 449 
Juncalillo (Río). Es de corto curso i caudal, nace en las faldas W del cordón limitáneo con la Arjentina, corre hacia el SW i se vacia en la parte superior del río El Juncal; por su quebrada sube en zig-zag el camino carretero i en sus faldas se ha desarrollado el ferrocarril que va a la Arjentina.